# Enrico Montucci
Enrico Montucci (Berlino, 14 novembre 1808 – Parigi, agosto 1877) è stato un matematico, patriota e filosofo italiano.

## Biografia
Nato a Berlino dal sinologo senese Antonio Montucci e da Henrietta Cotton, figlia del fisico britannico John, conseguì la laurea in scienze fisico-matematiche all'Università di Siena.
Nel 1832 aderì alla Giovine Italia e fu arrestato per "attività sovversiva" una prima volta il 16 agosto 1832 e di nuovo il 7 aprile 1833, entrambe le volte insieme a Francesco Guerri, con il quale aveva dato vita alla sezione "Società dei fratelli di Bruto" in alcuni ambienti dell'ex convento di Santa Chiara. Riconosciuto colpevole di delitto di lesa maestà, fu condannato a cinque anni di confino da scontarsi nei pressi di Grosseto.
Rientrato a Siena in seguito a un'aministia del granduca Leopoldo II, riprese i suoi studi di matematica e nel 1838 venne nominato socio corrispondente dell'Accademia dei Fisiocritici; nel luglio 1840 ne divenne accademico onorario. Prese parte al primo congresso degli scienziati italiani, tenutosi a Pisa nell'ottobre 1839.
Dopo la morte della madre nel 1843, Enrico decise di trasferirsi a Parigi, dove continuò a occuparsi allo stesso momento di politica e di matematica. La sua prima pubblicazione scientifica in francese, La strephoide, apparve sulle Nouvelles Annales de mathématiques nel 1846. Pubblicò inoltre sulla rivista Comptes rendus de l'Académie des sciences de Paris dal 1857 al 1870.
Si occupò anche di studi linguistici e di poesia tedesca. Nel 1869 pubblicò un trattato filosofico, La philosophie positive, ses prétentions, ses défaillances, e nel 1871 uno di politica, La défense du Pays. Compì due viaggi in Inghilterra e Scozia insieme a Jacques Demogeot e fu insignito del titolo di cavaliere della Legion d'onore.